# Daigoro Kondo
Daigoro Kondo (japonsko 近藤 台五郎), japonski nogometaš, * 1. junij 1907, Tokio, † 9. januar 1991, Jokosuka.
Za japonsko reprezentanco je odigral dve uradni tekmi.